# Pierce megye (Nebraska)
Pierce megye az Amerikai Egyesült Államokban, azon belül Nebraska államban található. Megyeszékhelye és legnagyobb városa Pierce. Lakosainak száma 7317 fő (2020. április 1.). Pierce megye Knox, Madison, Antelope, Cedar, Wayne és Stanton megyékkel határos.

## Népesség
A megye népességének változása:
| Lakosok száma | 7857 | 7266 | 7195 | 7184 | 7150 | 7208 | 7317 |
|               | 2000 | 2010 | 2011 | 2012 | 2013 | 2015 | 2020 |